# أندرو غراهام (سياسي)
أندرو غراهام (بالإنجليزية: Andrew Graham)‏ هو سياسي نيوزلندي، ولد في 1843، وتوفي في 1926. انتخب عضو مجلس النواب نيوزيلندا.